# Purísima (ort i Colombia, Córdoba, lat 9,24, long -75,72)
Purísima är en ort i Colombia.   Den ligger i departementet Córdoba, i den norra delen av landet, 500 km norr om huvudstaden Bogotá. Purísima ligger 6 meter över havet och antalet invånare är 7 043.
Terrängen runt Purísima är platt. Runt Purísima är det ganska glesbefolkat, med 47 invånare per kvadratkilometer. Närmaste större samhälle är Lorica, 10,0 km väster om Purísima. 